# Me (Sumer)

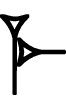
Slovo Me naspané sumerským klínovým písmem

V sumersko-akkadksé mytologii označuje Me (𒈨; Sumersky: me; Akkadsky: paršu) jeden z prastarých pojmů, které v dnešní době lze těžko vyjádřit, často ovšem bývá nepřesně vysvětlován jako jakási představa posvátna.
Tento termín vyjadřoval omniprezentní „božskou moc“, jejíž správce byl bůh Enki. Tato moc nepůsobila stále stejnou intenzitou a nepůsobila ani všude stejně. Mohlo dojít k úmyslnému (ze strany Enkiho), ale i neúmyslnému zmenšení či zvětšení Me, a to jak celoplošně, tak pouze nad určitým místem, či tvorem. Někdy mohla být Me zcela odstraněna. V případě úplné nepřítomnosti Me nastával na světě zmatek, který se mohl obnovit pouze po nalezení Me. V sumerských nářcích nad zkázou měst (např. Uruku), je tato zkáza přičítána nepřítomnosti Me.
Me neměla vliv na věci jako je štěstí, úroda, atd. Me byla prostě síla pocházející od Enkiho, jejíž přítomnost zaručovala normální běh věcí a její nepřítomnost (popř. zeslabení) ztrátu (oslabení) světového pořádku. 
Jeden Sumerský básník, jehož jméno se nedochovalo, vyjmenoval 100 různých kulturních pojmů, jež k Me byli (dle jeho názoru) explicitně spjaty. Pouhých 66 z nich se povedlo obnovit a ani přes to nedokážeme, z důvodů nedostatku znalostí o prastarých Sumerských, přesně určit a popsat jejich význam. Řadí se mezi ně ze sumerštiny přeložená slova jako: božství, vladaření, kurgarnt (kleštěnec); a sousloví jako: vstup do podsvětí, výstup z podsvětí, božská dáma atd.